# Christian Ortiz
Christian Ortiz (Rosario, 1992. augusztus 20. –) argentin labdarúgó, az ecuadori Barcelona SC csatárja kölcsönben a mexikói Tijuana csapatától.

## Pályafutása
Ortiz az argentin Rosario városában született. 
A pályafutását 2008-ban a Real Arroyo Seco felnőtt csapatában kezdte, ahol összesen tízszer lépett pályára. Még 2008-ban az első osztályban szereplő Huracán szerződtette. Sikertelen debütálása után, 2010-ben az uruguayi Racing Club csapatához igazolt. Először a 2010. szeptember 5-ei, a Liverpool elleni mérkőzésen lépett pályára. Két héttel később a River Plate ellen megszerezte első gólját is. A klubnál eltöltött két szezonja alatt 37 mérkőzésen hat gólt ért el. 2012 júliusában visszatért Argetínába és a avellanedai székhelyű Independiente folytatta a labdarúgást. 2012. november 28-án, a Belgrano elleni bajnokin debütált. A 2016-os szezonban a perui Universidad San Martín, majd a 2017-es szezonban a Sporting Cristal csapatát erősítette kölcsönben. A következő években szintén utóbbi két csapatban játszott, de immár nem kölcsönben. 
2020-ban az ecuadori Independiente del Valle igazoltatta. 2021. július 12-én a mexikói első osztályban érdekelt Tijuana együtteséhez szerződött. 2022. január 19-én egyéves kölcsönszerződést kötött az újonnan alakult, amerikai Charlotte csapatával. Először a 2022. február 27-ei, DC United ellen 3–0-ra elvesztett mérkőzésen lépett pályára. Első gólját 2022. április 17-én, a New England Revolution ellen idegenben 2–1-es vereséggel zárult találkozón szerezte meg. A 2022-es idény második felében az argentin Defensa y Justicianál szerepelt szintén kölcsönben. A 2023-as szezonra az ecuadori Barcelona SC-hez írt alá, mint kölcsönjátékos.

## Statisztikák
2022. október 18. szerint
| Klub                            | Szezon   | Osztály          | Bajnokság | Bajnokság | Kupa  | Kupa | Nemzetközi | Nemzetközi | Összesen | Összesen |
| Klub                            | Szezon   | Osztály          | Meccs     | Gól       | Meccs | Gól  | Meccs      | Gól        | Meccs    | Gól      |
| ------------------------------- | -------- | ---------------- | --------- | --------- | ----- | ---- | ---------- | ---------- | -------- | -------- |
| Independiente del Valle         | 2020     | Liga Pro         | 21        | 7         | 0     | 0    | 8          | 2          | 29       | 9        |
| Independiente del Valle         | 2021     | Liga Pro         | 11        | 5         | 1     | 0    | 9          | 5          | 21       | 10       |
| Independiente del Valle         | Összesen | Összesen         | 32        | 12        | 1     | 0    | 17         | 7          | 50       | 19       |
| Tijuana                         | 2021–22  | Liga MX          | 17        | 0         | 0     | 0    | —          | —          | 17       | 0        |
| Charlotte (kölcsönben)          | 2022     | MLS              | 15        | 1         | 2     | 1    | —          | —          | 17       | 2        |
| Defensa y Justicia (kölcsönben) | 2022     | Liga Profesional | 7         | 0         | 0     | 0    | —          | —          | 7        | 0        |
| Összesen                        | Összesen | Összesen         | 71        | 13        | 3     | 1    | 17         | 7          | 91       | 21       |